# Schallmauer-Records
Schallmauer Records war ein Neusser Plattenlabel, das zwischen 1980 und 1983 neben Samplern vor allem Alben ortsansässiger Bands veröffentlichte.
Das Label wurde 1980 von Lothar Surey und Eckhard Rieger gegründet. Sie veröffentlichten zunächst den Sampler Schallmauer-Sampler, auf dem sechs bislang nur regional bekannte Bands vertreten waren. Der Sampler verkaufte sich gut und so konnten noch im gleichen Jahr Alben von KFC und Xao Seffcheque produziert werden. Als die Band Nichts mit ihrer Single Radio überregional bekannt wurde, versuchte WEA Records die Künstler unter Vertrag zu nehmen. Schallmauer-Records traf eine Vereinbarung mit WEA, nach der das Label weiterhin die Produktion der Platten übernahm, der Vertrieb jedoch über WEA organisiert wurde. Als sich Nichts 1983 auflöste, kam es auch zu einem Ende von Schallmauer-Records.
Laut Labelcode der Gesellschaft zur Verwertung von Leistungsschutzrechten gehört der Name Schallmauer Records heutzutage zur Music Mail Tonträger GmbH.

## Bands bei Schallmauer-Records
- KFC
- Nichts
- Östro 430
- Family 5
- Mutterfunk
- DIN-A-4
- Die Profis
- Schwarz-Weiss
- Gadfrey Lewis
- Xao Seffcheque
- Tommi Stumpff
- Silvi und die Awacs
- Carmen
- Silvia
- Freunde der Nacht